# Mudżun
Mudżun – w historycznej literaturze arabskiej to frywolne, erotyczne miniatury literakie. Zawierają treści ocierające się o pornografię zarówno w wydaniu heteroseksualnym jak i homoseksualnym. Język tych utworów nasycony jest bogatym słownictwem erotycznym.